# Saint-Santin-de-Maurs
Saint-Santin-de-Maurs é uma comuna francesa na região administrativa de Auvérnia-Ródano-Alpes, no departamento de Cantal. Estende-se por uma área de 14,7 km². Em 2010 a comuna tinha 377 habitantes (densidade: 25,6 hab./km²).